# Wendy and Jinx
Wendy and Jinx is een Britse stripreeks, van Michael en Valerie Hastings (scenario) en Ray Bailey (tekeningen). De stripreeks werd gepubliceerd in het Engelse magazine Girl. In Frankrijk werd de reeks uitgegeven onder de titel Mad et Gloria. Tussen 1955 en 1960 verscheen de strip daar in het weekblad Line. Er werden drie albums uitgegeven in het Frans bij Le Lombard.

## Inhoud
Wendy en Jinx zijn twee kostschoolmeisjes op Manor School. Zij lossen als amateur-detectives allerhande mysteries op. Naar de geest van de tijd is dit een erg brave strip.